# Episodi di Aaron Stone (seconda stagione)
La seconda e ultima stagione della serie Aaron Stone è trasmessa negli Stati Uniti dal 4 marzo al 31 agosto 2010, in Italia va in onda dal 24 dicembre 2010 al 6 gennaio 2011 su Disney XD.
In chiaro è trasmessa dal 22 gennaio 2013 su Italia 2.
| nº | Titolo originale            | Titolo italiano                              | Prima TV USA   | Prima TV Italia  |
| -- | --------------------------- | -------------------------------------------- | -------------- | ---------------- |
| 1  | Damage Control              | Il controllo                                 | 4 marzo 2010   | 24 dicembre 2010 |
| 2  | In The Game Of The Father   | Il gioco del padre                           | 11 marzo 2010  | 25 dicembre 2010 |
| 3  | Gauntlet, But Not Forgotten | Guanto di sfida: Ma non dimenticarmi         | 18 marzo 2010  | 26 dicembre 2010 |
| 4  | Photography                 | La fotografia                                | 25 marzo 2010  | 27 dicembre 2010 |
| 5  | Face-Off                    | Una faccia sconosciuta                       | 17 marzo 2010  | 28 dicembre 2010 |
| 6  | My Own Private Superhero    | Il supereroe                                 | 1º aprile 2010 | 29 dicembre 2010 |
| 7  | Resident Weevil             | Zombie                                       | 19 aprile 2010 | 30 dicembre 2010 |
| 8  | Run Aaron, Run              | Corri Aaron corri!                           | 26 aprile 2010 | 31 dicembre 2010 |
| 9  | Pack-Man                    | Un uomo                                      | 3 maggio 2010  | 1º gennaio 2011  |
| 10 | Tracker & Field             | Pista e campo                                | 17 maggio 2010 | 2 gennaio 2011   |
| 11 | Metal Gear Liquid           | Il robot liquido                             | 28 giugno 2010 | 3 gennaio 2011   |
| 12 | Sparks                      | Scintille                                    | 19 luglio 2010 | 4 gennaio 2011   |
| 13 | Mutant Reign: Part 1 & 2    | Il regno dei mutanti (prima e seconda parte) | 31 agosto 2010 | 5 gennaio 2011   |
| 14 | Mutant Reign: Part 1 & 2    | Il regno dei mutanti (prima e seconda parte) | 31 agosto 2010 | 6 gennaio 2011   |